# Sport i Norden
Sport i Norden har utövats i organiserad form sedan slutet av 1800-talet. Tävlingar som Nordiska spelen, Nordiska mästerskap och Royal League i fotboll har inneburit både samarbete och tävlan på det sportsliga planet inom Norden.
Under större delen av 1900-talet var Sverige och Danmark ärkerivaler i fotboll, medan Sverige och Finland var det i ishockey.
Olympiska spelen har anordnats i Norden fem gånger, sommarspel i Stockholm 1912 och i Helsingfors 1952, samt ryttarspelen 1956 då Australien hade hästregler som hindrade tävlingar i Melbourne. Olympiska vinterspelen anordnades i Oslo 1952 och i Lillehammer 1994.
Andra stora sportevenemang är VM i fotboll, som på herrsidan anordnades i Sverige 1958, och på damsidan 1995, även då i Sverige. EM i fotboll för herrar anordnades i Sverige 1992. EM i fotboll för damer spelades i Norge 1987, i Danmark 1991 och i Sverige och Norge 1997, och i Finland 2009.
Länge var oftast amatörismen ideal i Norden. Under 1970-talet och 1980-talet började halvprofessionalism slå igenom, och under 1990-talet togs på flera håll de första stegen mot full professionalism.

### Fotnoter
1. ↑  ”World Cup 1958” (på engelska). RSSSF. 14 mars 1958. http://www.rsssf.com/tables/58full.html. Läst 29 juli 2014.
2. ↑  ”Women's World Cup 1995 (Sweden)” (på engelska). RSSSF. 14 mars 1995. http://www.rsssf.com/tablesw/wwc95f.html. Läst 29 juli 2014.
3. ↑  ”European Championship 1992” (på engelska). RSSSF. 14 mars 1992. http://www.rsssf.com/tables/92e.html. Läst 26 juli 2014.